# Atletica leggera alla XVIII Universiade
Le gare di atletica leggera alla XVIII Universiade si sono svolte a Fukuoka, in Giappone, dal 29 agosto al 3 settembre 1995.

## Risultati

### Uomini
| Specialità | Oro                                                               | Prestazione | Argento                                                           | Prestazione | Bronzo                                                                   | Prestazione |
| 100 metri | David Oaks                                                        | 10"28       | Obadele Thompson                                                  | 10"34       | Terrence Bowen                                                           | 10"36       |
| 200 metri | Anthuan Maybank                                                   | 20"46       | Dave Dopek                                                        | 20"47       | Thomas Sbokos                                                            | 20"75       |
| 400 metri | Eswort Coombs                                                     | 45"38       | Udeme Ekpeyong                                                    | 45"57       | Dmitriy Kosov                                                            | 45"70       |
| 800 metri | Hezekiél Sepeng                                                   | 1'47"87     | Andrés Manuel Díaz                                                | 1'48"06     | Pavel Soukup                                                             | 1'48"15     |
| 1 500 metri | Abdelkader Chékhémani                                             | 3'46"53     | Andrea Giocondi                                                   | 3'47"11     | Abdelhamid Slimani                                                       | 3'47"43     |
| 5 000 metri | Katsuhiro Kawauchi                                                | 13'53"86    | Brahim Boulami                                                    | 13'54"05    | Maurizio Leone                                                           | 13'54"13    |
| 10 000 metri | Yasuyuki Watanabe                                                 | 28'47"78    | Stephen Mayaka                                                    | 28'55"02    | Gabino Apolonio                                                          | 29'07"95    |
| 110 metri ostacoli | Jonathan Nsenga                                                   | 13"51       | Brian Amos                                                        | 13"59       | Krzysztof Mehlich                                                        | 13"66       |
| 400 metri ostacoli | Kazuhiko Yamazaki                                                 | 48"58       | Octavius Terry                                                    | 48"95       | Yoshihiko Saito                                                          | 49"18       |
| 3 000 metri siepi | Daniel Njenga                                                     | 8'27"03     | Joël Bourgeois                                                    | 8'28"44     | Brahim Boulami                                                           | 8'35"53     |
| 4×100 metri | Stati Uniti Terrance Bowen David Oaks Peter Hargraves David Dopek | 38"96       | Regno Unito Paul White Toby Box Douglas Walker Michael Afilaka    | 39"39       | Italia Angelo Cipolloni Alessandro Orlandi Carlo Occhiena Andrea Colombo | 39"64       |
| 4×400 metri | Stati Uniti Ryan Hayden Leonard Byrd Andre Morris Anthuan Maybank | 3'00"40     | Russia Innokentiy Zharov Dmitriy Bey Sergey Voronin Dmitriy Kosov | 3'01"95     | Regno Unito Anthony Williams Jared Deacon Gary Jennings David Grindley   | 3'02"42     |
| Maratona | Takaki Morikawa                                                   | 2'21'32     | Patrick Muturi                                                    | 2'24'29     | Kim Ki-Young                                                             | 2'24'43     |
| Marcia 20 km | Daniel García                                                     | 1'24'11     | Giovanni Perricelli                                               | 1'24'19     | Arturo Di Mezza                                                          | 1'24'33     |
| Salto in alto | Dragutin Topić                                                    | 2,29 m      | Wolfgang Kreissig                                                 | 2,29 m      | Brendan Reilly                                                           | 2,27 m      |
| Salto con l'asta | István Bagyula                                                    | 5,70 m      | Lawrence Johnson                                                  | 5,60 m      | Nuno Fernandes                                                           | 5,55 m      |
| Salto in lungo | Kirill Sosunov                                                    | 8,21 m      | Georg Ackermann                                                   | 8,21 m      | Gregor Cankar                                                            | 8,18 m (w)  |
| Salto triplo | Andrey Kurennoy                                                   | 17,30 m     | Armen Martirosyan                                                 | 16,82 m     | LaMark Carter                                                            | 16,62 m     |
| Getto del peso | Yuriy Bilonog                                                     | 19,70 m     | Viktor Bulat                                                      | 19,69 m     | Thorsten Herbrand                                                        | 18,88 m     |
| Lancio del disco | Vitaliy Sidorov                                                   | 62,16 m     | Frits Potgieter                                                   | 61,38 m     | Diego Fortuna                                                            | 61,16 m     |
| Lancio del martello | Balázs Kiss                                                       | 79,74 m     | Oleksandr Krykun                                                  | 77,06 m     | Sergey Gavrilov                                                          | 75,50 m     |
| Lancio del giavellotto | Zhang Lianbiao                                                    | 79,30 m     | Gregor Högler                                                     | 77,52 m     | Andrey Uglov                                                             | 76,16 m     |
| Decathlon | Dezsõ Szabó                                                       | 8051 p.     | Sebastian Chmara                                                  | 8014 p.     | Dmitriy Sukhomazov                                                       | 7971 p.     |
| record mondiale; record mondiale stagionale; record africano; record asiatico; record europeo; record nord-centroamericano e caraibico; record sudamericano; record oceaniano; record delle Universiadi; record nazionale; record personale; record personale stagionale. |                                                                   |             |                                                                   |             |                                                                          |             |

### Donne
| Specialità | Oro                                                                               | Prestazione | Argento                                                                  | Prestazione | Bronzo                                                                     | Prestazione |
| 100 metri | Melanie Paschke                                                                   | 11"16       | Ekaterini Thanou                                                         | 11"30       | Mary Tombiri                                                               | 11"43       |
| 200 metri | Du Xiujie                                                                         | 22"53       | Oksana Dyachenko                                                         | 22"89       | Zlatka Georgieva                                                           | 23"04       |
| 400 metri | Olabisi Afolabi                                                                   | 50"50       | Tatyana Chebykina                                                        | 51"01       | Yelena Rurak                                                               | 51"76       |
| 800 metri | Stella Jongmans                                                                   | 2'02"13     | Svetlana Tverdokhleb                                                     | 2'02"92     | Natalie Tait                                                               | 2'03"32     |
| 1 500 metri | Gabriela Szabo                                                                    | 4'11"73     | Julie Henner                                                             | 4'12"70     | Ursula Friedmann                                                           | 4'13"32     |
| 5 000 metri | Gabriela Szabo                                                                    | 15'29"86    | Silvia Sommaggio                                                         | 15'34"32    | Yumi Sato                                                                  | 15'35"28    |
| 10 000 metri | Iulia Negura                                                                      | 32'28"25    | Alina Tecuta                                                             | 32'43"38    | Yasuko Kimura                                                              | 33'03"01    |
| 100 metri ostacoli | Nicole Ramalalanirina                                                             | 13"02       | Olena Ovcharova                                                          | 13"07       | Svetlana Laukhova                                                          | 13"08       |
| 400 metri ostacoli | Heike Meissner                                                                    | 55"57       | Ionela Târlea                                                            | 55"99       | Tonya Williams                                                             | 56"04       |
| 4×100 metri | Stati Uniti Cheryl Taplin Inger Miller Juan Ball Kenya Walton                     | 43"58       | Russia Natal'ja Anisimova Oksana Dyachenko Olga Voronova Janna Levacheva | 44"06       | Nigeria Ime Akpan Taiwo Aladefa Pat Itanyi Mary Tombiri                    | 44"08       |
| 4×400 metri | Russia Ioulia Sotnikova Natalia Khrouchtcheleva Elena Andreeva Tatiana Tchebykina | 3'28"32     | Stati Uniti Nicole Green Camara Jones Janeen Jones Youlanda Warren       | 3'30"25     | Ucraina Viktoriya Fomenko Svetlana Tverdokhleb Tatyana Movchan Olena Rurak | 3'30"57     |
| Maratona | Masako Kusakaya                                                                   | 2'53'03     | Nao Otani                                                                | 2'57'09     | Kristi Klinnert                                                            | 2'57'29     |
| Marcia 10 km | Annarita Sidoti                                                                   | 43'22       | Rossella Giordano                                                        | 43'30       | Larisa Ramazanova                                                          | 43'56       |
| Salto in alto | Viktoriya Fyodorova                                                               | 1,92 m      | Svetlana Zalevskaya                                                      | 1,92 m      | Natalia Jonckheere                                                         | 1,88 m      |
| Salto in lungo | Viktoriya Vershynina                                                              | 6,76 m      | Sharon Jaklofsky                                                         | 6,74 m      | Lyudmila Galkina                                                           | 6,55 m      |
| Salto triplo | Šárka Kašpárková                                                                  | 14,20 m GR= | Lyudmila Dubkova                                                         | 13,87 m     | Barbara Lah                                                                | 13,85 m     |
| Getto del peso | Wu Xianchun                                                                       | 18,31 m     | Cheng Xiaoyan                                                            | 17,95 m     | Corrie de Bruin                                                            | 17,82 m     |
| Lancio del disco | Natalya Sadova                                                                    | 62,92 m     | Anja Gündler                                                             | 60,78 m     | Bao Dongying                                                               | 59,30 m     |
| Lancio del giavellotto | Felicia Tilea                                                                     | 62,16 m     | Claudia Isaila                                                           | 61,74 m     | Lee Young-Sun                                                              | 61,62 m     |
| Eptathlon | Jane Jamieson                                                                     | 6123 p.     | Mona Steigauf                                                            | 6102 p.     | Irina Tyukhay                                                              | 5989 p.     |
| record mondiale; record mondiale stagionale; record africano; record asiatico; record europeo; record nord-centroamericano e caraibico; record sudamericano; record oceaniano; record delle Universiadi; record nazionale; record personale; record personale stagionale. |                                                                                   |             |                                                                          |             |                                                                            |             |

## Medagliere
| #      | Nazione                   | Oro | Argento | Bronzo | Totale |
| ------ | ------------------------- | --- | ------- | ------ | ------ |
| 1      | Stati Uniti               | 5   | 6       | 4      | 15     |
| 2      | Russia                    | 5   | 5       | 6      | 16     |
| 3      | Giappone                  | 5   | 1       | 3      | 9      |
| 4      | Romania                   | 4   | 3       | 0      | 7      |
| 5      | Ucraina                   | 3   | 3       | 3      | 9      |
| 6      | Cina                      | 3   | 1       | 1      | 5      |
| 7      | Ungheria                  | 3   | 0       | 0      | 3      |
| 8      | Germania                  | 2   | 4       | 2      | 8      |
| 9      | Italia                    | 1   | 4       | 5      | 10     |
| 10     | Kenya                     | 1   | 2       | 0      | 3      |
| 11     | Nigeria                   | 1   | 1       | 2      | 4      |
| 12     | Paesi Bassi               | 1   | 1       | 1      | 3      |
| 13     | Sudafrica                 | 1   | 1       | 0      | 2      |
| 14     | Belgio                    | 1   | 0       | 1      | 2      |
| 14     | Rep. Ceca                 | 1   | 0       | 1      | 2      |
| 14     | Messico                   | 1   | 0       | 1      | 2      |
| 17     | Francia                   | 1   | 0       | 0      | 1      |
| 17     | Saint Vincent e Grenadine | 1   | 0       | 0      | 1      |
| 17     | Madagascar                | 1   | 0       | 0      | 1      |
| 17     | Australia                 | 1   | 0       | 0      | 1      |
| 17     | Jugoslavia                | 1   | 0       | 0      | 1      |
| 22     | Regno Unito               | 0   | 1       | 3      | 4      |
| 23     | Bielorussia               | 0   | 1       | 1      | 2      |
| 23     | Grecia                    | 0   | 1       | 1      | 2      |
| 23     | Marocco                   | 0   | 1       | 1      | 2      |
| 23     | Polonia                   | 0   | 1       | 1      | 2      |
| 27     | Armenia                   | 0   | 1       | 0      | 1      |
| 27     | Austria                   | 0   | 1       | 0      | 1      |
| 27     | Barbados                  | 0   | 1       | 0      | 1      |
| 27     | Canada                    | 0   | 1       | 0      | 1      |
| 27     | Spagna                    | 0   | 1       | 0      | 1      |
| 27     | Kazakistan                | 0   | 1       | 0      | 1      |
| 33     | Corea del Sud             | 0   | 0       | 2      | 2      |
| 34     | Algeria                   | 0   | 0       | 1      | 1      |
| 34     | Bulgaria                  | 0   | 0       | 1      | 1      |
| 34     | Portogallo                | 0   | 0       | 1      | 1      |
| 34     | Slovenia                  | 0   | 0       | 1      | 1      |
| Totale | Totale                    | 43  | 43      | 43     | 129    |